# 后鳍薄鳅
后鳍薄鳅（学名：Leptobotia posterodoralis）为輻鰭魚綱鯉形目沙鳅科薄鳅属的鱼类，為亞熱帶淡水魚。在中国，分布于广西环江县的小环江等。该物种的模式产地在广西环江县的小环江，属珠江柳江水系。

## 扩展阅读
維基物種上的相關：后鳍薄鳅